# 동맥관 개존증
동맥관 개존증(動脈管開存症, patent ductus arteriosus, PDA)은 출생 이후에 동맥관이 닫히지 못하는 질병이다.

## 역사
로버트 E. 그로스, MD는 1938년 보스턴 아동병원(Children's Hospital Boston)의 8세 소녀를 대상으로 한 동맥관 개존증에 대한 최초의 성공적인 완화를 수행하였다.

## 증상
일반적인 증상은 다음과 같다:
- 빠른맥
- 호흡 문제
- 호흡곤란
- 지속적인 기계같은 심잡음
- 심장 비대
- 좌쇄골하 진전(left subclavicular thrill)
- 도약맥
- 더 넓어진 맥압
- 저조한 성장[2]
- 분리청색증

## 진단

정상 심음과 비정상 심음의 심음도.

동맥관 개존증은 비침습적 기법을 사용하여 진단된다.

## 병인
동맥관 개존증은 특발성이다. 알려진 위험 요인은 다음과 같다:
- 조산
- 선천성 풍진 증후군
- 염색체 이상 (예: 다운증후군)
- 로이 디에츠 증후군과 같은 유전병 (다른 심장병에도 존재함)

## 예방
모든 미숙아에게 생애 첫 날에 인도메타신을 주사하면 동맥관 개존증 및 해당 질병과 관련된 합병증의 발전의 위험을 감소시켜 준다는 일부 증거가 있다. 미숙한 유아에 대한 인도메타신 치료 또한 외과 수술의 필요를 줄여줄 수 있다.

## 치료
부정적인 증상이 없는 신생아의 경우 간단히 외래 환자로서 감시될 수 있지만, 증상이 있을 경우 수술 및 비수술 방식을 통해 치료할 수 있다.

## 같이 보기
- 조지 알렉산더 깁슨